# إيلي واهي
إيلي واهي (مواليد 2 يناير 2003) هو لاعب كرة قدم فرنسي يلعب في مركز المهاجم في نادي مونبلييه.

## وصلات خارجية
- إيلي واهي على موقع الاتحاد الأوربي (الإنجليزية)
- إيلي واهي على موقع إي إس بي إن إف سي (الإنجليزية)
- إيلي واهي على موقع قاعدة بيانات كرة القدم.إي يو (الإنجليزية)
- إيلي واهي على موقع ليكيب (الفرنسية)
- إيلي واهي على موقع Soccerbase.com (لاعب) (الإنجليزية)
- إيلي واهي على موقع Soccerway.com (الإنجليزية)
- إيلي واهي على موقع عالم كرة القدم.نت (الإنجليزية)
- إيلي واهي على موقع AS.com (الإسبانية)